# یواس‌اس دلاویر (۱۷۹۸)
یواس‌اس دلاویر (۱۷۹۸) (به انگلیسی: USS Delaware (1798)) یک کشتی بود که طول آن ۹۴ فوت ۹ اینچ (۲۸٫۸۸ متر) بود.